# چرخ‌ریسک نیزار
چرخ‌ریسک نیزار (نام علمی: Panurus biarmicus) نام یک گونه از بالاخانواده بلبل‌خویشان است. چرخ‌ریسک نیزار به صورت موجدار پرواز می‌کند و دارای دمی بلند است. این پرنده بیشتر از شته تغذیه می‌کند. این گونه توسط کارل لینه در سال ۱۷۵۸ (میلادی) توصیف علمی شد.

## نگارخانه

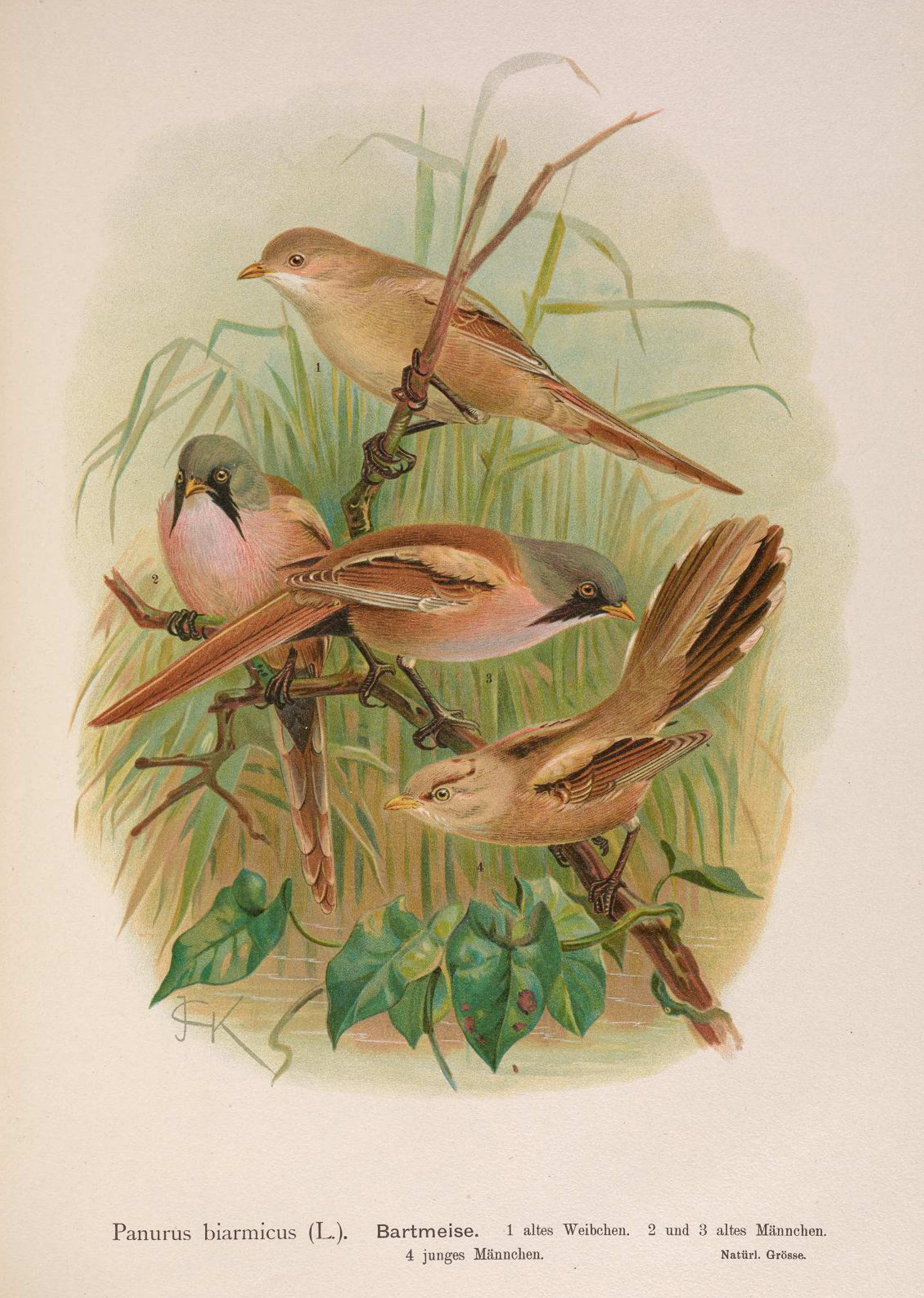
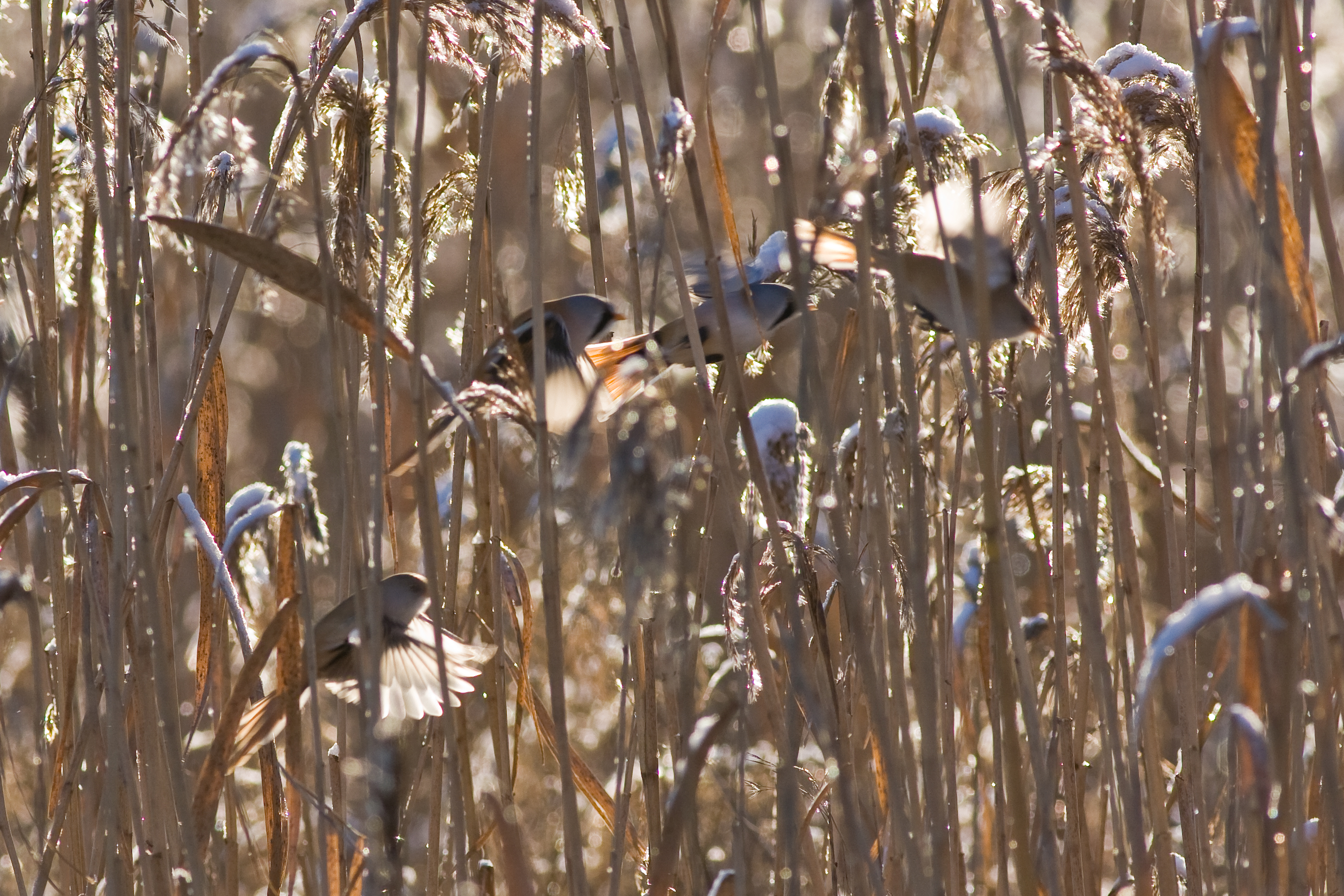
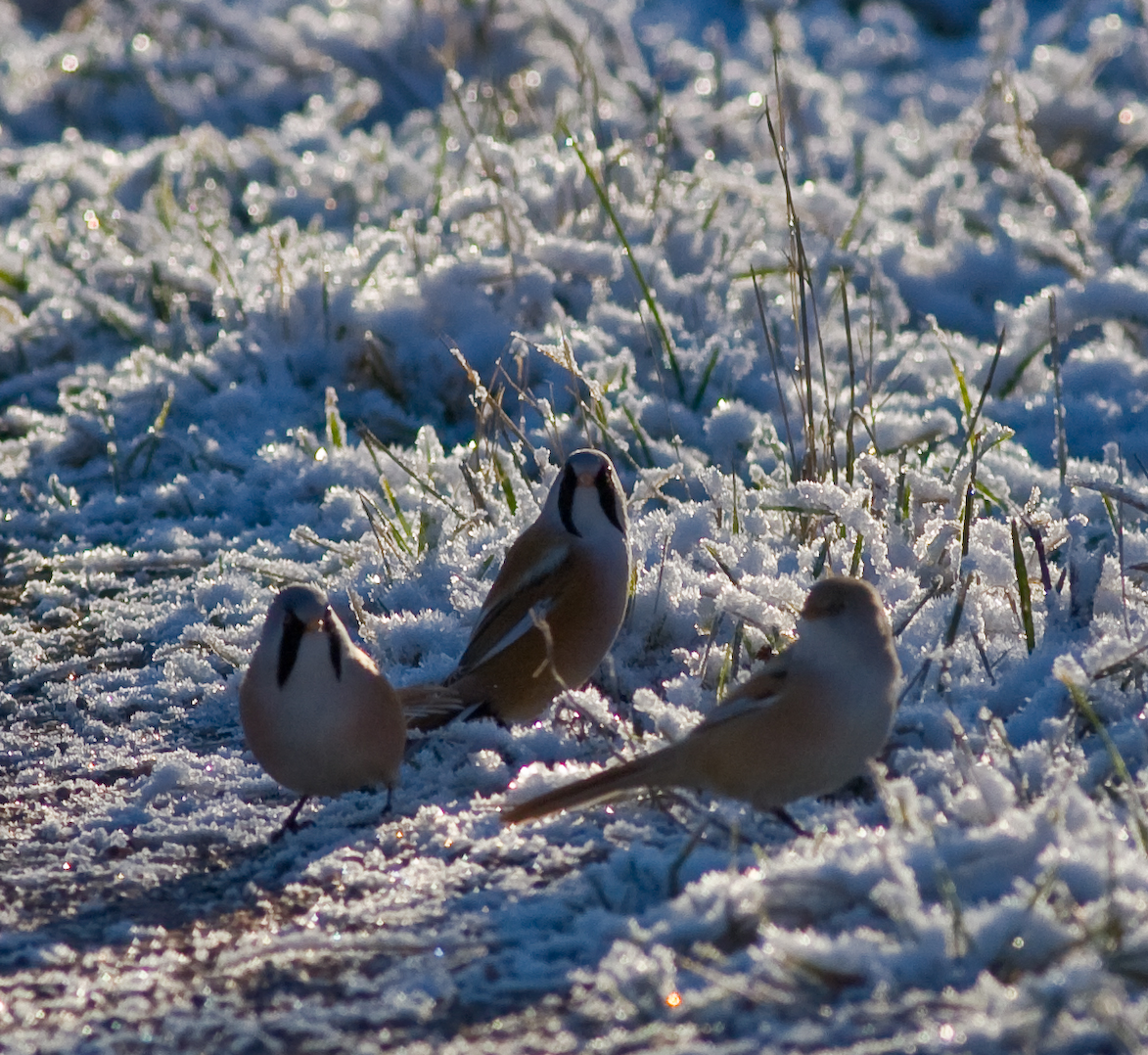
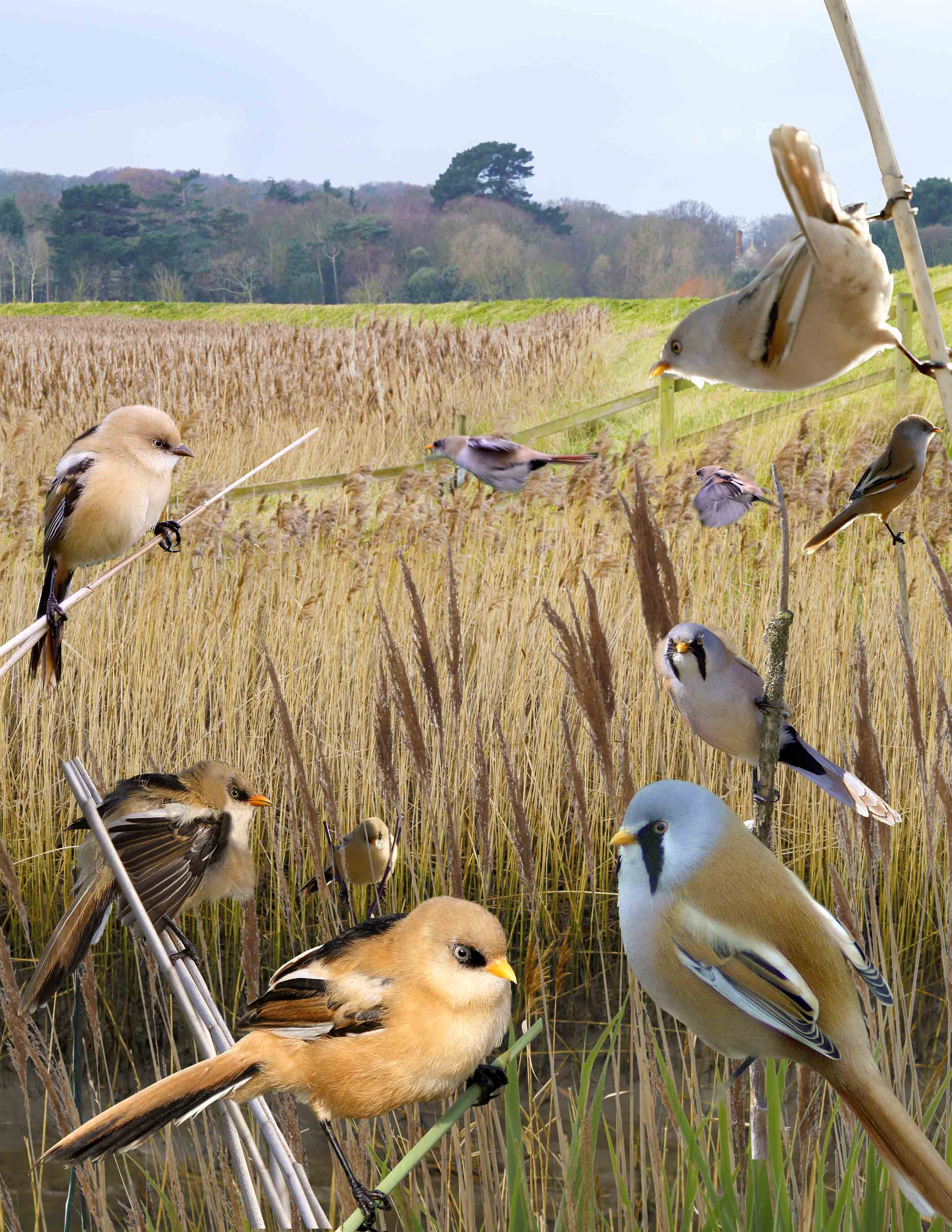